# Liste von RTL-Sendungen

Logo des Fernsehsenders RTL

Die Liste von RTL-Sendungen ist eine unvollständige Zusammenstellung laufender und eingestellter Formate des Privatfernsehsenders RTL Television (kurz: RTL).

## Wochentags ausgestrahlte Sendungen

### Nachrichten/Magazine
- Exclusiv – Das Starmagazin (seit 2. Mai 1994): Boulevardmagazin
- Explosiv – Das Magazin (seit 11. Mai 1992): Boulevard- und Verbrauchermagazin
- Extra – Das RTL-Magazin (seit 13. Oktober 1994): Boulevard- und Verbrauchermagazin
- Gala (seit 11. Juni 2022): Boulevardmagazin
- Klima Update (seit 8. Juli 2021): Verbrauchermagazin
- Life – Menschen, Momente, Geschichten (seit 7. Juli 2018): Boulevard- und Verbrauchermagazin
- Punkt 6 (seit 28. März 2022): Morgenmagazin
- Punkt 7 (seit 28. März 2022): Morgenmagazin
- Punkt 8 (seit 28. März 2022): Morgenmagazin
- Punkt 12 (seit 1. Juni 1992): Mittagsjournal
- RTL aktuell (seit 5. April 1988): Hauptnachrichtensendung
- RTL Nachtjournal (seit 3. Januar 1994): Nachrichtenmagazin
- RTL Direkt (seit 16. August 2021): Nachrichtenjournal
- RTL Nord/RTL West/RTL Hessen/Ron TV: Wochentägliches Regionalfenster mit Nachrichten (Empfang über Kabelfernsehen, DVB-T und tlw. Satellit)
- Spiegel TV (seit 8. Mai 1988): Reportagemagazin
- stern TV (seit 4. April 1990): Reportagemagazin
- TV Bayern Live: Regionalfenster am Samstag mit Nachrichten aus und für Bayern

### Seifenopern
- Alles was zählt (seit 4. September 2006)
- Gute Zeiten, schlechte Zeiten (seit 11. Mai 1992)
- Unter uns (seit 28. November 1994)

### Scripted Reality
- Barbara Salesch – Das Strafgericht (seit 5. September 2022)
- Ulrich Wetzel – Das Jugendgericht (seit 24. April 2023)
- Ulrich Wetzel – Das Strafgericht (seit 10. Oktober 2022)
- Verklag mich doch! (seit 2. Oktober 2023)

Produktion eingestellt; nur Wiederholungen:
- Der Blaulicht Report (2015–2017)

### Quizshows
- Gipfel der Quizgiganten (seit 10. Januar 2022)
- Jauch gegen ... (seit 4. April 2022)
- Ohne Limit (seit 12. Dezember 2022)
- Wer wird Millionär? (seit 3. September 1999)

## Einmal pro Woche ausgestrahlte Sendungen

### Fernsehserien

#### Eigenproduktionen
- Alarm für Cobra 11 – Die Autobahnpolizei (seit 12. März 1996), Actionserie
- Alpentod – Ein Bergland-Krimi (seit 4. März 2025), Krimireihe
- Balko Teneriffa (seit 24. März 2022), Krimiserie
- Der König von Palma (seit 15. April 2022), Dramaserie
- Dünentod – Ein Nordsee-Krimi (seit 31. Januar 2023), Krimiserie
- Miss Merkel – Ein Uckermark-Krimi (seit 21. März 2023), Komödie
- Sisi (seit 23. Dezember 2021), Historienserie
- Die Neue und der Bulle – Ein Duisburg-Krimi (seit Februar 2024), Krimiserie
- Behringer und die Toten – Ein Bamberg-Krimi (seit Februar 2024), Krimiserie

#### Kommende Produktionen
- Mord im Revier (ab 2025), Krimiserie[1]

#### Fremdproduktionen
- CSI: Den Tätern auf der Spur (seit 9. November 2006), Krimiserie
- CSI: Miami (seit 12. April 2005), Krimiserie
- CSI: New York (seit 30. März 2021)
- Hör mal, wer da hämmert, Comedy (seit 24. September 2022)
- King of Queens, Comedy (seit 11. Juni 2022)

### Unterhaltungssendungen
- Achtung Verbrechen!, Verbrauchersendung mit Dieter Könnes (seit 2023)
- Bachelor in Paradise, Reality-Dating-Show mit Florian Ambrosius (Staffel 1) (seit 2018)
- Bauer sucht Frau, Dating-Doku-Soap mit Inka Bause (seit 2005)
- Bin ich schlauer als...?, Wissensshow mit Günther Jauch (seit 2019)
- Das Supertalent, Castingshow mit Marco Schreyl (2007–2011), Daniel Hartwich (2008–2020), Victoria Swarovski (2020, 2024), Chris Tall (2021), Lola Weippert (2021) und Jens „Knossi“ Knossalla (2024) (2007–2021, seit 2024)
- Das Sommerhaus der Stars – Kampf der Promipaare, Reality-Show (seit 2016)
- Date or Drop, Datingshow mit Sophia Thomalla (seit 2021)
- Denn sie wissen nicht, was passiert (seit 2018)
- Deutschland sucht den Superstar, Castingshow mit Carsten Spengemann und Michelle Hunziker (Staffel 1–2), Marco Schreyl (Staffel 3–9, 19), Tooske Ragas (Staffel 3–4), Nazan Eckes (Staffel 10–11), Raúl Richter (Staffel 10), Oliver Geissen (Staffel 12–16, 18), Alexander Klaws (Staffel 17) und Laura Wontorra (Staffel 20) (seit 2002)
- Der Bachelor, Reality-Dating-Show (seit 2004)
- Der König der Kindsköpfe (seit 2020), Spielshow mit Elmar Paulke
- Die Bachelorette, Reality-Dating-Show (seit 2004)
- Die 25 … mit Sonja Zietlow, Rankingshow (seit 2005)
- Die 50 ..., Rankingshow (seit 2021)
- Die 100 …, Rankingshow (seit 2015)
- Die Alltagskämpfer – Überleben in Deutschland, Doku (seit 2018)
- Die ultimative Chartshow, Musikshow mit Oliver Geissen (seit 2003)
- Die Versicherungsdetektive – Der Wahrheit auf der Spur, Doku-Soap (seit 2008)
- Die Verräter – Vertraue Niemandem!, Reality-Spielshow (seit 2023)
- Drei gegen Einen – Die Show der Champions, Spielshow (seit 2024)
- Du gewinnst hier nicht die Million bei Stefan Raab, deutsche Entertainment- und Spielshow mit Stefan Raab (seit 2025; bis 2024 exklusiv bei RTL+)
- Ich bin ein Star – Holt mich hier raus!, Abenteuershow mit Sonja Zietlow (seit Staffel 1), Dirk Bach (Staffel 1–6), Daniel Hartwich (Staffel 7–15) und Jan Köppen (seit Staffel 16) (2004, 2008, 2009, 2011–2020, seit 2022)
- Lego Masters, Spielshow mit Oliver Geissen (Staffel 1), Daniel Hartwich (seit Staffel 2) (seit 2018)
- Let’s Dance, Tanzshow mit Hape Kerkeling (Staffel 1–2), Nazan Eckes (Staffel 1–3), Daniel Hartwich (seit Staffel 3) und Sylvie Meis (Staffel 4–10) (2006–2007, seit 2010), Victoria Swarovski (seit Staffel 11) (2018) (2006–2007, seit 2010)
- Mario Barth deckt auf!, Investigative Comedyshow mit Mario Barth (seit 2013)
- Menschen, Bilder, Emotionen, Jahresrückblick mit Günther Jauch (1996–2021), Thomas Gottschalk und Karl-Theodor zu Guttenberg (seit 2022)
- Murmel Mania, Spielshow mit Chris Tall und Frank Buschmann (seit 2021)
- Ninja Warrior Germany, Sportshow mit Laura Wontorra, Jan Köppen und Frank Buschmann (seit 2016)
- Ohne Filter – So sieht mein Leben aus!, Doku-Soap (seit 2018)
- Raue – Der Restaurantretter , Doku-Soap mit Tim Raue (seit 2023)
- RTL-Spendenmarathon, Spendenshow mit Wolfram Kons (seit 1996)
- Schlag den Besten, deutsche Spielshow (seit 2024)
- Schwiegertochter gesucht, Doku-Soap mit Vera Int-Veen (seit 2007)
- Take Me Out, Dating-Show mit Ralf Schmitz (2013–2021), Jan Köppen (seit 2021)
- Top Dog Germany, Hunde-Show mit Laura Wontorra, Frank Buschmann und Jan Köppen (seit 2021)
- Vermisst, Real Life-Doku (2007–2011 mit Julia Leischik, 2012–2020 mit Sandra Eckardt, seit 2022 mit Kathrin Degen)

## Sport

### Aktuell
- Boxen: Moderiert von Florian König, kommentiert von Tobias Drews und Reporter Kai Ebel. Unter Vertrag steht Wladimir Klitschko.
- Formel 1 (7 Rennen) + (11 Qualifikation/Sprintrennen): Moderiert von Florian König, Laura Papendick, Kommentatoren: Christian Danner, Kai Ebel, Heiko Waßer sowie als Experte Günther Steiner
- UEFA Europa Conference League
- UEFA Europa League: 1 Spiel pro Spieltag. Moderiert von Laura Papendick, kommentiert von Marco Hagemann, sowie als Experten Roman Weidenfeller und Steffen Freund.
- UEFA Nations League
- Fußball: 2. Bundesliga (ab 2. August 2025) Topspiel live

### Ehemalig
- Anpfiff (27. Juli 1988 bis 5. Mai 1992): Fußball-Bundesliga mit Ulli Potofski als Moderator und Günter Netzer als Experten im Studio. Außerdem moderierten Wilfried Mohren und Marcel Reif
- Basketball-Europameisterschaft 2022: Moderation: Laura Papendick und Dirk Nowitzki, Kommentator: Frank Buschmann
- Champions League (14. September 1994 bis 26. Mai 1999, 12. September 2000 bis 28. Mai 2003): Fußball präsentiert von Günther Jauch mit Franz Beckenbauer und dem Kommentator Marcel Reif (bis 1999), ab 2000 bis 2003 war Tom Bartels der Kommentator.
- Finale (1. September 1985 bis 23. Juli 1989): Sportsendung am Sonntag; moderiert von Ulli Potofski und Burkhard Weber.
- Formel 1 (ca. 1984–1988, 1991–2021): Moderator: Florian König mit Experten: Timo Glock und Nico Rosberg; Kommentatoren: Heiko Waßer und Christian Danner. Kai Ebel im Fahrerlager und in der Startaufstellung. (Ehemalige Kommentatoren: Willy Knupp, Jochen Mass, ehemaliger Experte: Niki Lauda)
- Formel 1 (2022) 4 Rennen moderiert von: Florian König und Kai Ebel Kommentatoren: Heiko Waßer und Christian Danner.
- Formel 1 (7 Rennen) + (5 Qualifikation/Sprintrennen) (2024): Moderiert von Florian König, Kommentatoren: Christian Danner, Kai Ebel, Heiko Waßer sowie als Experte Günther Steiner
- Fußball-Weltmeisterschaft 2006 (11. bis 25. Juni 2006): Moderation: Günther Jauch, Moderation im Stadion: Oliver Geissen, Marco Schreyl, Ulrike von der Groeben, Experten: Rudi Völler, Reiner Calmund, Pierre Littbarski Kommentatoren: Tom Bartels, Florian König, Felix Görner, Gäste: Tim Mälzer, Eva Padberg
- RTL-Skispringen (1. Januar 2000 bis 2007) mit Günther Jauch und Dieter Thoma; ab der Saison 2006/2007 moderierte Marco Schreyl und Kommentator war Florian König (bis 2006/2007 kommentierte Tom Bartels)
- Robot Wars (22. Juni 2000 bis 29. Dezember 2002): britische Spielshow, in der deutschen Fassung moderiert von Christian Möllmann
- Handball-Weltmeisterschaft: RTL wagt sich mit dem erstmaligen Erwerb der Rechte an der Handball-WM 2009 in Kroatien auf ein völlig neues Terrain. Man hofft dabei, den allgemeinen Handball-Boom in Deutschland zu nutzen und auszubauen. RTL will hierbei ganz neue Maßstäbe in der Handballübertragung setzen. So sollen beispielsweise die Spiele der deutschen Nationalmannschaft erstmals zur Prime-Time stattfinden. Ein Manko, das den zuvor übertragenden öffentlich-rechtlichen in der Vergangenheit immer angelastet wurde, da diese die Spiele erst am Nachmittag oder den frühen Abendstunden übertragen wollten und Einfluss auf den Spielplan nahmen.
- Audi Cup 2013
- EM-Qualifikation für 2016: Übertragung von Spielen mit deutsche Beteiligung. Moderiert von Florian König, kommentiert von Marco Hagemann, sowie als Experte Jens Lehmann.
- WM-Qualifikation für 2018: Übertragung von Spielen mit deutsche Beteiligung. Moderiert von Florian König, kommentiert von Marco Hagemann.
- EM-Qualifikation für 2020: Übertragung von Spielen mit deutsche Beteiligung. Moderiert von Florian König oder Laura Wontorra, kommentiert von Marco Hagemann, sowie als Experte Jürgen Klinsmann.
- WM-Qualifikation für 2022: Übertragung von Spielen mit deutsche Beteiligung. Moderiert von Florian König, kommentiert von Marco Hagemann, sowie als Experte Jürgen Klinsmann.

## Liveshows
- Die Passion, Musikshow (2022, 2024)
- RTL sagt Danke, Comedyshow (2021)[2]
- Stefan & Bully gegen irgendson Schnulli, deutsche Spielshow mit Stefan Raab und Michael „Bully“ Herbig, als Team treten sie gegen einen Teilnehmer der sich zuvor beworben hat in unterschiedlichen Spielen an. (seit 2024)

## Ehemalige Sendungen

### Unterhaltungssendungen
- 5 gegen Jauch (4. September 2009 bis 14. August 2021), Quizshow mit Günther Jauch
- 5 Zimmer 1 Gewinner (2014)
- 500 – Die Quiz-Arena (4. Juli 2016 bis 14. August 2017): Quizshow mit Günther Jauch
- 30 Minuten Deutschland, Doku (28. Juli 2008 bis 18. Juni 2018)
- Die 100.000 Mark Show (10. Oktober 1993 bis 22. Juli 2000): Action-Spielshow mit Ulla Kock am Brink (1993–1998) und Franklin (1998–2000). Im Jahr 2008 zwei Neuauflagen als Die 100.000 Euro Show, im Jahr 2022 ebenfalls Neuauflage.
- 110 – Echte Fälle der Polizei (26. Oktober 2020 bis 22. April 2021)
- 101 Wege aus der härtesten Show der Welt (4. September 2010, Moderator Daniel Hartwich, Preisgeld: 25.000 Euro)
- Die 12 (1985–1987): Internationale Hitparade mit Matthias Krings.
- 12.30 oder auch Zwölfdreißig (6. April 1992 bis 29. Mai 1992): Nachrichten- und Boulevardmagazin mit Milena Preradovic, gilt als Vorläufer des heutigen Punkt 12.
- Die 5-Millionen-SKL-Show (22. April 2001 bis 15. November 2008, bis zur Euroeinführung Die 10 Millionen SKL Show)
- 6! Setzen – Das Wissensduell Groß gegen Klein (2007): Unterhaltungsshow mit Günther Jauch
- 7 vor 7 (2. Januar 1984 bis 4. April 1988): Erste Nachrichtensendung, u. a. mit Geert Müller-Gerbes, Hans Meiser, Ulli Potofski, Björn-Hergen Schimpf und Maggie Deckenbrock. Die Sendung fällt besonders durch eine leicht verständliche Sprache und respektloses Nachfragen bei Politikern und Funktionären auf. 1988 wurde die Sendung in RTL aktuell umbenannt.
- 7 Tage, 7 Köpfe (23. Februar 1996 bis 30. Dezember 2005): Comedy-Show mit Jochen Busse, Rudi Carrell, Kalle Pohl, Bernd Stelter, Mike Krüger, Gaby Köster, Oliver Welke und Gästen
- 7 Tage, 7 Köpfe (3. Februar bis 24. April 2022): Satirischer Wochenrückblick mit Guido Cantz, Bernd Stelter, Mirja Boes, Torsten Sträter und weiteren Gästen
- Die 70er Show (5. April bis 17. Mai 2003, 18. Oktober bis 15. November 2003) Nostalgieshow, über die 70er-Jahre, mit Hape Kerkeling.
- Die 80er Show (6. April bis 1. Juni 2002) Nostalgieshow, über die 80er-Jahre, mit Oliver Geissen.
- Die 90er Show (6. November 2004 bis 12. Februar 2005): Nostalgieshow, über die 90er-Jahre, mit Oliver Geissen.
- Achtung! Hartwich (Februar bis April 2008) mit Daniel Hartwich
- Achtzehn 30 (10. Januar 1994 bis 30. April 1994): Telefon-Talk mit Joachim Steinhöfel
- Action – Neu im Kino (27. März 1986 bis Ende 1991): Kinomagazin mit Isolde Tarrach.
- Adam sucht Eva – Gestrandet im Paradies, Datingshow mit Nela Lee (28. August 2014 bis 1. Dezember 2018)
- Alexa – Ich kämpfe gegen Ihre Kilos, Real Life-Doku (2012–2014)
- Alle auf den Kleinen, Spielshow mit Oliver Pocher (2013–2014)
- Alles Atze (7. Januar 2000 bis 9. März 2007) mit dem Hauptcharakter Atze Schröder.
- Alles nichts oder?! (20. Mai 1988 bis 5. Dezember 1992): Klamauk-Spiel- und Talkshow mit Hugo Egon Balder, Hella von Sinnen und einem prominenten Gast. Am Ende jeder Sendung ließen sich die Moderatoren mit Torten bewerfen.
- Anwälte & Detektive – Sie kämpfen für Dich! (2015)
- Bärbel Schäfer (4. September 1995 bis 30. August 2002): Talkshow mit Bärbel Schäfer
- Bayern Journal (1989 bis November 2009): Regionalfenster am Sonntag mit Nachrichten aus und für Bayern
- Bei Anruf Liebe (2014)
- Betrugsfälle (2010–2017): Pseudo-Doku-Soap
- Big Brother – Family & Friends (17. September 2000 bis 13. Mai 2001) mit Aleksandra Bechtel
- Birte Karalus (14. September 1998 bis 1. September 2000): Talkshow mit der gleichnamigen Moderatorin Birte Karalus
- Big Performance – Wer ist der Star im Star?, Musikspielshow mit Daniel Hartwich (2020)
- Bonnfetti (1986–1987): Talkshow mit Geert Müller-Gerbes.
- Catch Up (2. April 1989 bis 17. Dezember 1990): Moderator Joe Williams (bürgerl. Ben Brumfield), ab Folge 10 stieß Horst Brack (bürgerl. Rochus Hahn) dazu. Erste Wrestling-Show im deutschen Fernsehen.
- Cheese (14. Januar 1994 bis Mitte 1994): Comedysendung mit Hape Kerkeling
- Dall-As (19. Januar 1985 bis 28. Dezember 1991): Karl Dall verteilte in seiner Gesprächsrunde mit prominenten Gästen verbale Tiefschläge.
- Dancing on Ice (9. Oktober 2006 bis 2. Dezember 2006): Eislaufshow mit Mirjam Weichselbraun und Wayne Carpendale
- Darf er das? Live! Die Chris Tall Show, Comedyshow mit Chris Tall (29. September 2018 bis 7. Mai 2021)
- Das Jenke-Experiment, Doku-Soap mit Jenke von Wilmsdorff (2013–2020)
- Das Jugendgericht (3. September 2001 bis 2. Februar 2007) Pseudo-Gerichtsshow, Spin-off als Staatsanwalt Posch ermittelt
- Der Frisör, Reality-Soap mit Moderatorin Frauke Ludowig (7. Januar 2001 bis 30. März 2001)
- Der Restauranttester, Doku-Soap mit Christian Rach (2005–2013, 2017) und Steffen Henssler (2014–2015)
- Der Schwächste fliegt (März 2001 bis Februar 2002): Deutsche Version der englischen Quizshow The Weakest Link mit Sonja Zietlow
- Die 2 – Gottschalk & Jauch gegen ALLE (2013–2017, keine regelmäßigen Folgen)
- Die 10 … mit Oliver Geissen, Rankingshow (2003) und Sonja Zietlow (2005–2019)
- Die Ausreißer – Der Weg zurück (23. Januar 2008 bis 7. Juli 2010): Dokusoap
- Die DDR-Show (3. September 2003 bis 24. September 2003): Nostalgieshow mit Oliver Geissen und Katarina Witt
- Die Farm (2009) mit Inka Bause als Moderatorin
- Die Gailtalerin (1992), Comedy-Talkshow mit Manfred Tauchen
- Die Kinderärzte (vormals: Die Kinderärzte von St. Marien): Doku-Soap
- Die Puppenstars, Castingshow (29. Januar 2016 bis 8. Oktober 2022)
- Die Retourenprofis (15. November 2021 bis 6. Oktober 2022)
- Die Schulermittler, Pseudo-Doku-Soap (3. August 2009 bis 22. August 2014)
- Die singende Firma (25. Oktober 2008 bis 30. November 2008)
- Die Sonja und Dirk Show (29. August 2008) mit Sonja Zietlow und Dirk Bach, wegen geringer Einschaltquoten wurden weitere Folgen nicht geplant.
- Die Superhändler – 4 Räume, 1 Deal, Trödelshow mit Sükrü Pehlivan (27. August 2018 bis 2. Januar 2022)
- Die Super Nanny (12. September 2004 bis 16. November 2011) mit Katharina Saalfrank, erhielt 2007 den Deutschen Fernsehpreis in der Kategorie „beste Dokusoap“.
- Die Trovatos – Detektive decken auf, Pseudo-Doku-Soap (26. Februar 2011 bis 2. September 2018), Wiederholungen laufen bei RTLup
- Disney Filmparade (1992–2002) Moderation: Thomas Gottschalk (bis 1996, 1998–1999), Jenny Jürgens (1996–1997) und Jasmin Wagner (2000–2002)
- Domino Day (28. August 1998 bis 13. November 2009): 1998 bis 2002 von Linda de Mol, später von Frauke Ludowig präsentierte Domino-Veranstaltung.
- Du gewinnst hier nicht die Million bei Stefan Raab (12. Februar bis 11. Juni 2025, zuvor exklusiv bei RTL+)
- Durchgedreht (6. Januar bis 27. März 1992): Heimvideo-Sendung mit Michael Braun.
- Eine Chance für die Liebe (24. Februar 1987 bis 3. Juni 1991, 4. Dezember 1991 bis 20. Mai 1992 unter dem Titel Eine neue Chance für die Liebe bzw. Ein flotter Dreier): Erika Berger berät anrufende Zuschauer in Erotik-Fragen.
- Einfach tierisch (27. Januar 1985 bis Dezember 1990): Tiersendung mit Iff Bennett und Rolf Spangenberg – daneben auch: Die einfach tierisch gute Tat.
- Einsam unter Palmen, Dating-Doku-Soap (2010–2014)
- Einsatz in 4 Wänden  (13. Oktober 2003 bis 20. September 2006)
- Einsatz in 4 Wänden Spezial, Doku-Soap mit Tine Wittler (2009–2013)
- Einspruch! Die Show der Rechtsirrtümer (10. Juni 2009)
- Einundzwanzig (Juli 2000 bis 2. September 2002): Ein von Hans Meiser moderiertes Remake der 1956 erstausgestrahlten NBC-Show twenty-one
- Elf 99 (20. Januar 1992 bis 10. September 1993): Buntes Jugendprogramm mit aktuellen Reportagen, Sport, Spielen und Musikvideos.
- Es kann nur E1NEN geben, Rateshow mit Oliver Geissen (2011–2013)
- Explosiv – Der heiße Stuhl (5. Januar 1989 bis 11. Juli 1994): Skandal-Talkshow mit Olaf Kracht und Ulrich Meyer
- Explosiv Stories (2. August 2021 bis 21. April 2023): Boulevardmagazin mit Jana Azizi
- Familien-Duell (26. Januar 1992 bis 10. Oktober 2003): In dieser Ratesendung mit Werner Schulze-Erdel traten jeweils zwei Familien gegeneinander an und mussten die Ergebnisse von Umfragen erraten.
- Familien in Geldnot (2012)
- Familienfest (17. September bis 17. Dezember 2006)
- Das Familiengericht (2. September 2002 bis 12. Oktober 2007), Pseudo-Gerichtsshow
- Frei Schnauze (auch: Frei Schnauze XXL; 2005–2008): Comedyshow, moderiert von Dirk Bach. 2022 folgte eine Neuauflage mit Max Giermann als Moderation.
- Freitag Nacht News (17. September 1999 bis 29. Dezember 2006): Comedy-Nachrichtensendung mit Henry Gründler und Ruth Moschner, die bis Juni 2005 moderierte. In den späteren Folgen moderierten anstatt Moschner Gäste die Sendung (zusammen mit Gründler). Ab dem 8. September 2006 moderierte Ingo Appelt die Sendung.
- Gefragt (1993), eine Talkshow mit Dieter Lesche u. a.
- Geile Zeit (Sketch-Comedy), ab Oktober 2007 immer freitags
- Glück am Drücker (30. März bis 28. August 1992): Spielshow mit Al Munteanu.
- Glücksritter (1996–1997): Spielshow mit Ulla Kock am Brink.
- Die Gong-Show (19. August 1992 bis 1993): „Show für selbsternannte Talente“; präsentiert von Götz Alsmann – in der Jury u. a. Ingolf Lück, Wigald Boning, Peter Nottmeier.
- Gottschalk (19. September 1990 bis 29. April 1992 bzw. 28. September 1992 bis 27. April 1995): Eine zunächst wöchentlich zur Primetime, dann (werk-)täglich nach 23 Uhr gesendete so genannte Personality-Show.
- goXX (11. Mai bis 26. Mai 2004): Comedyshow mit Prominenten und Musikacts, moderiert von Oliver Welke. Die Sendung wurde nach nur 2 Folgen frühzeitig wieder abgesetzt.[3][4]
- Guten Abend RTL (23. Oktober 1995 bis September 2006): Wochentägliches Ländermagazin für Regionen ohne Regionalprogramm
- Guten Morgen Deutschland (23. September 1987 bis 25. November 1994, 26. August 2013 bis 24. Februar 2022): Morgenmagazin mit Rainer Holbe, Wolfram Kons, Cathrin Böhme und Andreas Dorfmann.
- Der HAIsse Stuhl (4. Dezember 1993 bis Anfang 1994): Kinder-Talkshow mit Olaf Kracht. Pendant von Explosiv – Der heiße Stuhl, der ebenso von Kracht moderiert wurde.
- Hallo Taxi (Comedyserie mit Hape Kerkeling, 5. April 2008 bis 17. Mai 2008)
- Hans Meiser (14. September 1992 bis 16. März 2001): Die erste tägliche Talkshow in Deutschland; moderiert von Hans Meiser.
- Hartwichs 100! Daniel testet die Deutschen (2015): Kandidaten müssen erraten wie sich „wie viele“ von 100 Personen verhalten; Moderiert von Daniel Hartwich.
- Hauptsache süß, Backshow (2018)[5][6][7]
- Hausfieber (21. März 1998 bis 1999): Spielshow mit Linda de Mol.
- Helena Fürst – Anwältin der Armen, Real Life-Doku (2010–2013)
- Helfer mit Herz (20. Dezember 2006 bis 3. Juni 2012), Doku-Soap mit Vera Int-Veen.
- Heimatmelodie (1985 bis 16. September 1994): Volksmusiksendung mit Maria und Margot Hellwig, später mit Marianne und Michael (1991–1992) und Peter und Gerda Steiner (1992–1994).
- Hildes wilde Horrorshow (26. Juni 1992 bis August 1992): Mantelprogramm für zwei Grusel- oder Horrorfilme am Freitagabend; Moderation: Christine Oedingen.
- Hitquick (1984): Musiksendung mit Matthias Krings.
- Ich setz auf Dich (2022): Wettshow mit Guido Cantz
- Ilona Christen (13. September 1993 bis 20. August 1999): Talkshow mit Ilona Christen
- Im Einsatz – Jede Sekunde zählt (16. November 2020 bis 18. Dezember 2020)
- Im Namen des Gesetzes (20. September 1994 bis 26. August 2010) mit Wolfgang Krewe u. a.
- Jeopardy! (17. Oktober 1994 bis 30. Dezember 1998): Quizshow mit Frank Elstner.
- Jungen gegen Mädchen (13. April 2012 bis 27. Mai 2016): Gameshow mit Joachim Llambi und Mirja Boes
- Karaoke Showdown: Moderiert von Mirja Boes.
- Katjas härteste Jobs (17. September bis 18. Dezember 2006) mit Katja Burkard
- Klack (4. Februar 1989 bis 19. Dezember 1992): Kinderspielshow mit Nicole Bierhoff
- Kochüberfall (5. November 2006 bis 10. Dezember 2007) moderiert von Thorsten Schorn
- Kollegen, Kollegen (15. September 1992 bis 13. Dezember 1993): Moderatorin Linda de Mol überrascht Betriebskollegen.
- Li-La-Launebär (5. Februar 1989 bis 27. November 1994): Kindersendung mit Matthias Krings
- Männermagazin „M“ (9. April 1988 bis 1994): Erotiksendung; Nachfolger der Sat.1-Sendung M – Ein Männermagazin.
- Maus, reiß aus! (5. September 1992 bis 27. November 1993): Kinder-Spielshow mit Michael Harkämper
- Mein Baby (2002–2007): Doku-Soap
- Mein Garten (2004–2009): Moderation: Andrea Göpel.
- Meine Geschichte, Mein Leben (2018–2019): Doku-Soap
- Meine wahre Geschichte (2. April 2007 bis 16. April 2007): Doku-Soap
- Metty kommt (1987) präsentiert von Matthias Krings.
- Millionär gesucht! – Die SKL-Show (23. Mai 1998 bis 2. November 2002): Spielshow mit Günther Jauch
- Mini Playback Show (31. Dezember 1990 bis 4. Dezember 1998): Kinder imitierten ihre Lieblings-Stars. Moderation: Marijke Amado, in den letzten drei Monaten Jasmin Wagner.
- Miniplus – Ministars (1987): Kindersendung mit Matthias Krings.
- Mission Hollywood (8. Juni 2009 bis 1. August 2009): Castingshow, u. a. mit Til Schweiger
- Mitten im Leben (Pseudo-Doku) (2007–2013): Die Sendung ist zum 8. März 2013 aufgrund von schwachen Quoten abgesetzt worden, die aufgrund eines laut Kritikern nicht vorhandenen Niveaus zustande kamen.
- Musi mit Metty (1988): Musiksendung mit Matthias Krings
- NACHTS! (17. Januar bis 25. Februar 1994): Talkshow mit Britta von Lojewski und jeweils einem Gast.
- Natascha Zuraw (5. bis 30. Mai 2008) mit Natascha Zuraw
- Night Fever (7. November 1998 bis 19. Dezember 1998): Karaoke-Show mit Holger Speckhahn
- Notruf (6. Februar 1992 bis 27. August 2006) mit Hans Meiser
- Notruf täglich (15. April 1998 bis 2000): Reality-TV präsentiert von Hans Meiser
- Nur die Liebe zählt (12. September 1993 bis 23. April 1994): Verkuppelshow mit Kai Pflaume
- Papa gesucht (4. bis 11. November 2007) moderiert von Inka Bause.
- Peter Steiners Theaterstadl (9. Mai 1992 bis 11. Dezember 1993) mit Peter Steiner, Erna Waßmer und Gerda Steiner.
- Playboy Late Night (21. Mai 1990 bis 1994): Erotiksendung
- Pocher – gefährlich ehrlich! (2020)
- Die Post geht ab! (9. Mai 1993 bis 10. Juli 1993): Spielshow mit Rudi Carrell und Neuauflage der legendären Carrell-Show Am laufenden Band. Im Gegensatz zur Originalsendung spielten hier die gerade von der Deutschen Post eingeführten fünfstelligen Postleitzahlen eine große Rolle.
- Der Preis ist heiß (2. Mai 1989 bis 17. Oktober 1997): Bei dieser Ratesendung mit Harry Wijnvoord und seinem Assistenten Walter Freiwald ging es um das möglichst genaue Schätzen von Produktpreisen.
- Der Preis ist heiß (2022): Quizsendung mit Harry Wijnvoord und Thorsten Schorn
- Prime-Time – Spätausgabe, Magazin (21. Januar 1990 bis 28. Dezember 2008)
- Die Promiküche (17. September 2006 bis 17. Dezember 2006) mit Dirk Bach
- Ragazzi (2. September 1989 bis 28. Dezember 1991): Musikmagazin mit Ingo Schmoll
- Ran an den Rasen – Das Gartenduell, Doku-Soap mit Ilka Bessin und Bernd Franzen (2019)[8]
- Raus aus den Schulden, Doku-Soap mit Peter Zwegat (2007–2015) und später Stilianos Brusenbach (2021–2022)
- Rallye-Magazin (2002–2003): Moderation: Felix Görner, Co-Moderator/Experte: Armin Schwarz, Kommentator: Norman Adelhütte
- Rapido (4. Februar 1989 bis 26. August 1989): Musikmagazin und Vorläufer von Ragazzi.
- Recht und Ordnung, Doku (2009)
- Rising Star, Castingshow mit Rainer Maria Jilg (2014)
- Riskant! (3. September 1990 bis 30. August 1993): Quizshow mit Hans-Jürgen Bäumler (Gleiches Spielprinzip wie bei Jeopardy!)
- Rock T.L. (6. April 1988 bis 28. Dezember 1988): Moderation: Alan Bangs. Rock-Musik-Show mit Live-Musik.
- Rote Laterne (2. Oktober 1992 bis 6. November 1992) Unterhaltungsshow mit Susi Müller und Tommi Piper.
- RTL-Beachvolleyball (29. Mai 2005 bis 4. September 2005): Wenig erfolgreiche Übertragung mit Moderator Simon Südel. Experten: Axel Hager, Maike Dieckmann, Kommentar: Tom Bartels
- RTL Miniplus (1985–1986): Kindersendung mit Matthias Krings.
- RTL Promi Boxen (3 Sendungen zwischen 2002 und 2004): Jeweils drei Boxkämpfe zwischen Sternchen aus der Unterhaltungsbranche.
- RTL Samstag Nacht (Comedy-Reihe, 6. November 1993 bis 23. Mai 1998, 30. Mai 1998 bis 12. Juni 1999 Specials bzw. Best-Ofs)
- RTL Topnews (2021), wöchentliche Comedy-News-Show mit Sarah Valentina Winkhaus
- Rudis Urlaubsshow (24. April 1994 bis 1996): Sketchshow mit Rudi Carrell
- Sabrina (11. Januar 1999 bis 20. Oktober 2000): Talkshow mit Sabrina Staubitz
- Schatzkiste auf 4 Rädern (2018)[9]
- Der Schwächste fliegt (19. März bis 14. Dezember 2001, 2. bis 23. Februar 2002 Specials) – Quizsendung moderiert von Sonja Zietlow. 10 Kandidaten bekamen immer reih um eine Frage gestellt und am Ende jeder Runde (à zehn Fragen) schrieb jeder Kandidat den Namen eines anderen Kandidaten auf ein Schild. Derjenige, der von den meisten genannt wurde, musste das Quiz verlassen.
- Showladen (4. Februar bis 20. Dezember 1991): Teleshoppingsendung mit Walter Freiwald, Nachfolgesendung der Tele-Boutique.
- Showmaster: (26. April 1992 bis Mitte 1992) Werner Schulze-Erdel suchte aus einigen Kandidaten, die in mehreren Folgen ihr Talent präsentierten, zusammen mit dem Publikum einen Gewinner heraus, der im RTL-Programm eine eigene Sendung bekommen sollte.
- SK-15 (16. Februar 1993 bis Mitte 1994): Kriminalmagazin mit zunächst Arthur Brauss, dann mit Hendrik Hey. – Gilt als Nachfolger des Kriminalreport Deutschland (Tele 5).
- Spurlos (9. März 1993 bis 1994): Charles Brauer auf der Suche nach Vermissten.
- Staatsanwalt Posch ermittelt (5. Februar bis 12. Oktober 2007, 19. November 2007 bis 18. April 2008) Pseudo-Doku
- Star Duell (14. April bis 8. Mai 2004): Eine leicht veränderte Form der Casting-Shows. Zehn Stars treten gegeneinander an und am Ende der Show wird einer herausgewählt. Die Show wurde vorzeitig nach fünf Folgen am 8. Mai 2004 abgesetzt. In der Jury befanden sich: Nina Hagen, Daniel Küblböck und Caroline Beil. Moderiert wurde die Show von Sonja Zietlow.
- Stars im Spiegel – Sag mir, wie ich bin, Personality-Show mit Sonja Zietlow und Lutz van der Horst (24. März 2018 bis 13. April 2019)
- Sterntaler (12. März 1990 bis 20. Dezember 1991): Quizsendung mit Birgit Janhsen, in der zwei Kandidaten aus vorgeführten Ausschnitten aus dem RTL-Programm den jeweils zugehörigen Titel erraten mussten.
- Superklein – Die Miniaturmeisterschaft (8. Januar bis 5. Februar 2023): Modellbausendung mit Wigald Boning
- Die Surprise Show (30. Oktober 1994 bis 1995): Überraschungsshow mit Linda de Mol und Kai Pflaume.
- Ein Tag wie kein anderer (18. Februar 1984 bis 27. Juni 1993): Reisequiz mit Thomas Wilsch, Werner Schulze-Erdel, Jochen Pützenbacher, Susanne Kronzucker, Björn-Hergen Schimpf und Ulli Potofski.
- Tatort Deutschland – aus den Akten der Justiz (26. Oktober 2020 bis 19. Februar 2021)
- Täglich frisch geröstet, Late-Night-Show mit Jens Knossalla
- Teenager außer Kontrolle – Letzter Ausweg Wilder Westen, (Doku-Soap, 21. Februar 2007 bis 7. April 2010, 3 Staffeln)
- Teenies auf Partyurlaub – Eltern undercover, Doku (2012)
- Tele-Boutique (2. Oktober 1989 bis 1. Februar 1991): Teleshoppingsendung mit Bruno Bieri und Donata Art.
- Teufels Küche (8. April 2005 bis 21. April 2005): Zehn Fernseh-Prominente kochen in einem Restaurant in zehn Teams gegeneinander bis nur noch einer übrig bleibt.
- The Wheel – Promis drehen am Rad (2021 bis 2023): Quizshow mit Chris Tall
- Tödliche Macht, (18. bis 26. Mai 1993): Vierteiliger „Mafia-Report“ mit Olaf Kracht.
- Top of the Pops (13. April 1998; 19. September 1998 bis 8. April 2006): Chart-Show mit diversen Moderatoren; u. a. Ole Tilmann
- Traumhochzeit, Hochzeitsspielshow (1992–2000) mit Linda de Mol, (2013–2014) mit Susan Sideropoulos und Yared Dibaba
- Tut er’s oder tut er es nicht? (28. Februar 1993 bis 2. Mai 1993): Spielshow mit Peter Jan Rens in der Kandidaten tippen sollen, welches Risiko Menschen eingehen würden. Eine Neuauflage der Show erfolgte vom 20. Oktober 1995 bis 13. Januar 1996 mit Klaus Peter Grap.
- Tutti Frutti (21. Januar 1990 bis 21. Februar 1993): Erotik-Spielshow mit Hugo Egon Balder. Die „Spielregeln“ dieser Show waren undurchsichtig, was allerdings niemanden störte. Es ging nur nebensächlich um das Sammeln von „Länderpunkten“, sondern vor allem um Strip-Einlagen der Ballet-Mädchen (Chin-Chin-Ballett) und der beiden Kandidaten (einer Frau und eines Mannes).
- TV-Helden (24. und 31. Januar 2009): Satiresendung mit Jan Böhmermann, Caroline Korneli und Pierre Krause
- Undercover Boss, Doku (2011–2022)
- Unglaubliche Geschichten (1984–1989): Übernatürliches präsentiert von Rainer Holbe.
- Unglaublich! Die Show der Merkwürdigkeiten (2006–2007): moderiert von Marco Schreyl.
- Unsere erste gemeinsame Wohnung, Doku-Soap (2005–2014)
- Unsere schönste gemeinsame Wohnung, Doku-Soap (2018)[7]
- Unser neues Zuhause, Doku-Soap mit Inka Bause (2007–2008)
- Valeriu Borgos – Alles ist möglich (18. Oktober 1998 bis 22. November 1998): Talk mit Valeriu Borgos
- Verfolgt – Stalkern auf der Spur, Doku-Soap (2013)
- Veronas Welt (7. August 1998 bis zum 4. März 2000): Personality-Show mit Verona Pooth.
- Viva! (7. September 1992 bis 4. Dezember 1992): Infotainmentshow mit Martina Menningen und Eberhard Rohrscheidt.
- Verzeih mir, Real Life-Doku (1992–1994, 2010–2012)
- Vorher Nachher – Dein großer Moment (2019), Makeover-Fernsehsendung mit Janine Kunze[10]
- Was darf’s denn sein? (1985–1988): Musik nach Wunsch; moderiert von Camillo Felgen.
- Wer bin ich? (20. Februar 1985 bis Dezember 1987): Ratequiz mit Rainer Holbe und Matthias Krings.
- Wer kann, der kann (2. Januar bis 6. Februar 1993): Kurzlebige Karaokeshow mit Ingolf Lück.
- Wie bitte?! (8. Februar 1992 bis 13. März 1999): Verbrauchershow mit Geert Müller-Gerbes, Theo West, Max Grießer, Thomas Hackenberg, April Hailer, Lutz Reichert, Siegfried Kernen, Robert Louis Griesbach
- Wild Girls – Auf High Heels durch Afrika, Abenteuershow mit Andreas Jancke (2013)
- William & Kate – Die Traumhochzeit, TV-Event von der Hochzeit von Prinz William und Kate Middleton (29. April 2011, ab 9.00 Uhr)
- Witzewelle (1993), eine Comedysendung mit Hugo Egon Balder
- Willkommen bei Mario Barth, Comedyshow mit Mario Barth (2009–2018)
- Die Woche (4. Februar 1988 bis 14. Juni 1992): Polit-Talkshow mit Geert Müller-Gerbes.
- Zeig uns Deine Stimme! (bis Staffel 2 I Can See Your Voice), eine Musikspielshow nach einem südkoreanischen Konzept, moderiert von Daniel Hartwich (2020–2022)
- Zum Stanglwirt mit Erich Seyfried, Rudi Decker u. a. (Oktober 1993 bis August 1995) – eine Alternative zu Peter Steines Theaterstadl.

### Ehemalige Fernsehserien

#### Seifenoper
- Ahornallee (16. April 2007 bis 15. Juni 2007) mit Sascha Kekez, Julia Dellgrün, Claudia Neidig, Ulrich Schmissat, Maximilian Vollmar u. a.
- Freundinnen – Jetzt erst recht (27. August 2018 bis 10. April 2019)
- Herz über Kopf (26. August 2019 bis 7. Februar 2020)

#### Eigenproduktionen
- 112 – Sie retten dein Leben (2008–2009, 2 Staffel, von Actionconcept produziert, Format eingestellt)
- Sonderlage – Ein Hamburg-Krimi (2023) 2 Teil. Krimiserie
- Auris (2023) 2 Teil. Krimiserie
- Abschnitt 40 (17. Mai 2001 bis 12. Oktober 2006)
- Alarm für Cobra 11 – Einsatz für Team 2 (17. März 2003 bis 8. Dezember 2005) mit Julia Stinshoff u. a.
- Alle lieben Jimmy (21. April 2006 bis 17. Juni 2006, 16. März 2007 bis 20. April 2007)
- Alle lieben Julia (30. Juli 1994 bis Januar 1995): Comedyserie mit Julia Markgraf, Gisela Gard u. a.
- Almenrausch und Pulverschnee (26. März 1993 bis 21. Mai 1993) mit Chris Roberts u. a.
- Das Amt (14. Februar 1997 bis 11. April 2003) mit Jochen Busse u. a.
- Arme Millionäre – Comedy mit Sky du Mont (seit 22. August 2005)
- Balko (21. März 1995 bis 6. April 2006) mit Bruno Eyron, Ludger Pistor u. a.
- Beck is back! (30. Januar 2018 bis 16. April 2019), Dramedyserie
- Bernds Hexe (19. April 2002 bis 9. Dezember 2005) mit Bernd Stelter u. a.
- Böse Mädchen (2007–2012), Comedyserie
- Beste Schwestern (18. Januar 2018 bis 7. März 2019), Sitcom
- Christine. Perfekt war gestern! (22. August 2013 bis 17. Oktober 2013), Comedyserie
- Countdown – Die Jagd beginnt (2010–2012), Krimiserie
- Das Haus der Träume (2022–2023), Historienserie
- Der Clown (3. November 1996 bis 7. August 2006) mit Sven Martinek, Diana Frank u. a.
- Der Lehrer (2009, 5. Dezember 2013 bis 8. April 2021, zurzeit Wiederholungen auf RTLup), Comedyserie
- Der Mann ohne Schatten (Erstausstrahlung am 4. März 1996) mit Christian Berkel, Gerd Böckmann u. a.
- Der Schiffsarzt (20. bis 27. September 2022), Arztserie
- Die Camper (21. Februar 1997 bis 7. April 2006, zurzeit Wiederholungen auf RTLup) mit Willi Thomczyk u. a.
- Die Draufgänger (12. Januar 2012 bis 1. März 2012), Krimiserie
- Doc meets Dorf (22. August bis 17. Oktober 2013), Dramedy
- Doctor’s Diary (23. Juni 2008 bis 16. Februar 2011), Comedyserie
- Doppelter Einsatz (20. September 1994 bis 31. Juli 2007)
- Dr. Stefan Frank – Der Arzt, dem die Frauen vertrauen (2. März 1995 bis 28. August 2002) mit Sigmar Solbach, Erna Waßmer, Cecilia Kunz u. a.
- Die Familienanwältin (14. März 2006 bis 27. Februar 2006)
- Die Flughafenklinik (14. Juni bis 19. Juli 1995) mit Max Gertsch, Elisabeth von Koch, Ulf Garritzmann u. a.
- Ein Job fürs Leben (1993) Remake von Wer ist hier der Boss?
- Einsatz für Ellrich (19. April bis 3. September 2004)
- Großstadtträume (8. Mai bis 26. Juni 2000) mit Laurent Daniels u. a.
- Guten Morgen, Mallorca (August 1996 bis Februar 1999) mit Werner Schulze-Erdel u. a.
- Hilfe, meine Familie spinnt (1993) Remake von Eine schrecklich nette Familie
- Hinter Gittern – Der Frauenknast (22. September 1997 bis 13. Februar 2007) mit u. a. Katy Karrenbauer, Christiane Christiani
- Höllische Nachbarn (Oktober bis Dezember 1998).
- Hotel Zuhause: Bitte stören! (5. bis 26. September 2014) – Impro Comedy mit Ralf Schmitz, Frank Streffing, Sina-Maria Gerhardt, Ilja Richter u. a.
- Jenny – echt gerecht (3. April 2018 bis 5. September 2019), Comedyserie
- Lasko – Die Faust Gottes (16. März 2009 bis 16. Dezember 2010), Actionserie
- Magda macht das schon! (5. Januar 2017 bis 11. März 2021), Sitcom
- Männer! – Alles auf Anfang (2015), Dramedyserie
- MATCH, Die Suche nach dem härtesten Mann Deutschlands (1988), Gameshow mit Björn-Hergen Schimpf.
- Matchball (11. April 1994 bis Juli 1995) mit Howard Carpendale u. a.
- Medicopter 117 – Jedes Leben zählt (11. Januar 1998 bis 31. August 2006) mit Serge Falck, Gilbert von Sohlern u. a.
- Meine schönsten Jahre (17. September 2004 bis 3. Dezember 2004): Comedy mit Christoph Emanuel Oehme u. a.
- Mein Leben & Ich (14. September 2001 bis 22. Dezember 2006) mit Wolke Hegenbarth u. a.
- My Life in ... (25. bis 26. August 2014)
- Nikola (12. September 1997 bis 16. Dezember 2005) mit Mariele Millowitsch, Walter Sittler, Eric Benz u. a.
- Otto – Die Serie (30. Januar bis 24. April 1995): Comedy mit Otto Waalkes
- Peter und Paul (11. April 1994 bis Oktober 1995) mit Hans Clarin und Helmut Fischer u. a.
- Post Mortem – Beweise sind unsterblich (2007 bis 2008): Krimiserie mit Hannes Jaenicke.
- Ritas Welt (1999 bis 2003, zurzeit Wiederholungen auf RTLup): Comedyserie mit Gaby Köster
- R. O. S. T. – Die Diether Krebs-Show (September bis Dezember 1993)
- Sankt Maik (23. Januar 2018 bis 26. August 2021), Dramedyserie
- Salzburger Nockerln (Februar bis September 1993) mit Harald Juhnke u. a.
- Ein Schloß am Wörthersee (17. Oktober 1990 bis 12. Februar 1993, 4. Oktober 1993) – Familienserie mit Roy Black, Julia Biedermann, Manfred Lehmann, Uschi Glas, Helmut Fischer und Pierre Brice u. a.
- Schloß Pompon Rouge (September 1991 bis April 1992) mit Elisabeth Volkmann u. a.
- Sekretärinnen – Überleben von 9 bis 5 (22. August 2013 bis 19. März 2020), Sitcom
- Die Sitte (25. Oktober 2001 bis 29. Juni 2006)
- SK-Babies (14. Mai 1996 bis 26. August 2003) mit Fabian Harloff u. a.
- Sonntags geöffnet (12. November 1995 bis August 1998)
- Stadtklinik (13. September 1993 bis 9. August 2000) mit Jane Hempel u. a.
- Sylter Geschichten (Mai 1993 bis August 1996) mit Anja Schüte, Ralf Wolter u. a.
- Und tschüss! (8. Mai 1995 bis 5. September 2003) mit Benno Fürmann u. a.
- Unser Bauernhof – Familien auf dem Land (5. März 2007 bis 13. April 2007)
- Verschollen (13. September 2004 bis 7. April 2005) mit Hendrik Borgmann u. a.
- Die Wache (3. Januar 1994 bis 31. August 2006)
- Westerdeich (29. Januar 1995 bis Oktober 1998) mit Mariella Ahrens u. a.
- Wie war ich, Doris? (14. November 1999 bis 19. Dezember 1999): Kanzlersatire mit Martin Zuhr als Bundeskanzler Schröder und Anna Momber als Kanzlergattin Doris Schröder-Köpf
- Wir retten Ihren Urlaub - Einsatz für den RTL-Ferienreporter, Doku-Soap (2009–2013)
- Wilde Engel (Februar 2002 bis Mai 2005) mit Eva Habermann, Susann Uplegger, Birgit Stauber (erste Staffel) Vanessa Petruo, Tanja Wenzel, Udo Kier u. a.
- WunderBAR Comedy, Erstsendung April 2008

#### US-amerikanische Formate
- 21 Jump Street – Tatort Klassenzimmer (22. Oktober 1990 bis März 1994): Krimi mit u. a. Johnny Depp.
- 240-Robert (18. März bis August 1995): Abenteuer mit u. a. John Bennett Perry.
- Das A-Team (Mai 1990 bis 1995): Action u. a. mit George Peppard, Mr. T, Dwight Schultz und Dirk Benedict
- Adam 12 – Einsatz in L. A. (Mai 1991 bis August 1992): Krimi mit u. a. Peter Parros.
- Airwolf (23. Oktober 1989 bis August 1992, Oktober 2002 bis März 2004): Action mit u. a. Jan-Michael Vincent, Ernest Borgnine.
- Alfred Hitchcock zeigt (5. November 1988 bis Dezember 1991): Mystery, Spin-Off der Serie Alfred Hitchcock präsentiert (1955–1965).
- Alias Smith und Jones (11. Dezember 1985 bis Juli 1990): Western mit u. a. Pete Duel und Ben Murphy.
- American Gladiators (28. März 1992 bis Ende 1993): US-Gameshow.
- Der Ankläger (8. Februar bis Juli 1991): Krimiserie mit u. a. Robert Conrad.
- Auf schlimmer und ewig (22. November 1997 bis September 1998): Comedy mit u. a. Geoffrey Pierson.
- Ausgerechnet Alaska (10. Juni 1992 bis Dezember 1993, 1998): Serie mit u. a. Rob Morrow und Janine Turner.
- Baretta (Februar 1989 bis September 1992): Krimi mit u. a. Robert Blake und Dana Elcar.
- Beverly Hills, 90210 (4. Juli 1992 bis Juli 2003): Dramaserie mit u. a. Jason Priestley, Shannen Doherty, Tori Spelling und Luke Perry.
- Big Hawaii (Juli 1993 bis Februar 1994): Actionserie mit u. a. Ted Shackelford und Cliff Potts.
- Birds of Prey (11. Oktober 2003 bis Januar 2004): Fantasy mit Ashley Scott.
- B.J. und der Bär (November 1991 bis März 1992): Comedy mit u. a. Greg Evigan.
- Bones – Die Knochenjägerin (19. Oktober 2006 bis 7. Februar 2017) Krimiserie
- Buck James (Dezember 1990 bis April 1991): Krimiserie mit u. a. Dennis Weaver.
- Buck Rogers (3. Juni 1989 bis März 1991): Science Fiction mit u. a. Gil Gerard.
- Burkes Gesetz (5. März 1995 bis Juli 1998): Krimi mit u. a. Gene Barry und Dom DeLuise.
- Burning Zone – Expedition Killervirus (20. Januar bis Juni 1998): Mystery mit u. a. Jeffrey Dean Morgan.
- California Clan (4. Januar 1988 bis Oktober 1997): Soap Opera mit u. a. A Martinez.
- California Dreams (25. März bis November 1995): Comedy mit u. a. Brent Gore.
- Capital News – Nachrichtenfieber (Juli bis Oktober 1991): Dramaserie u. a. mit Lloyd Bridges.
- Captain Power (21. Juni 1989 bis August 1992): Science Fiction mit u. a. Tim Dunigan.
- Carol läßt nicht locker (8. Januar bis März 2001): Comedy mit u. a. Carol Leifer.
- Caroline in the City (14. Juni 2002 bis Februar 2003): Comedy mit u. a. Lea Thompson.
- Central Park West (September 1996 bis Februar 1997): Dramaserie mit Mariel Hemingway.
- Cheers (1. Mai 1995 bis November 1997): Comedy mit u. a. Ted Danson und Kirstie Alley.
- Der Chef (31. März 1989 bis September 1993): Krimi mit u. a. Raymond Burr.
- Chefarzt Dr. Westphall – Das turbulente Krankenhaus (6. Januar 1991 bis August 1992): Arztserie mit u. a. Ed Flanders und Denzel Washington.
- CHiPs (27. Dezember 1989 bis September 1992): Krimi mit u. a. Erik Estrada, Larry Wilcox.
- Coach – Mit Herz und Scherz (Dezember 1989 bis Dezember 1991): Comedyserie mit u. a. Craig T. Nelson und Jerry Van Dyke.
- Codename: Foxfire (Juni bis August 1991): Krimi mit u. a. Joanna Cassidy.
- Columbo (2. April 1991 bis Dezember 2005): Krimi mit Peter Falk.
- Computer Kids (7. Januar 1989 bis März 1990): Jugendkrimi mit u. a. Matthew Labyorteaux.
- Crime Story (3. Januar 1989 bis November 1990): Krimi mit u. a. Dennis Farina.
- Daktari (Oktober 1990 bis März 1992): Abenteuer mit u. a. Marshall Thompson.
- Dark Shadows (2. Dezember 1995 bis Februar 1996): Mystery.
- Delvecchio (17. Oktober 1985 bis 1991): Krimi mit u. a. Judd Hirsch.
- Rockford (21. März 1995 bis November 1996): Krimi mit James Garner.
- Das Ding aus dem Sumpf (17. September bis November 1995): Fantasyserie.
- Doctors Hospital (Juli 1988 bis April 1990): Arztserie mit u. a. George Peppard.
- Dr. House (9. Mai 2006 bis 4. Dezember 2012) Krankenhaus-Serie
- Dr. med. Marcus Welby (Januar 1988 bis Mai 1993): Arztserie mit u. a. Robert Youg.
- Du schon wieder (2. Januar 1988 bis 1991): Comedy mit Jack Klugman und John Stamos.
- Das durchgeknallte Polizeirevier (August 1996 bis Januar 1997): Comedy mit u. a. Adam West.
- Earth 2 (29. Oktober 1995 bis Mai 2004): – Science Fiction mit u. a. Devon Adair und Tim Curry.
- Eden (22. August 1993 bis November 1995): Erotikserie
- Einmal Liebe, kein zurück (4. September bis Dezember 1999): Comedy mit u. a. Andrew Clay.
- Ellen (Dezember 1997 bis November 2000): Comedy mit u. a. Ellen DeGeneres.
- Der Engel kehrt zurück (6. Oktober 1988 bis Dezember 1991): Fantasy mit u. a. Michael Landon und Victor French.
- Der Equalizer – Der Schutzengel von New York (Oktober 1987 bis September 1991): Krimiserie.
- Familienbande (November 1993 bis April 1994): Comedy mit u. a. Michael J. Fox.
- Familienstreit de Luxe (28. Oktober bis 16. Dezember 2006): US-Sitcom
- Fantastic Journey – Gefangen auf der Insel der Zeit (5. November 1995 bis Februar 1996): Fantasy mit u. a. Roddy McDowall.
- Flash – Der Rote Blitz (3. Januar 1993 bis November 1994): Fantasyserie.
- Flugzeugträger U.S.S. Georgetown (25. Oktober 1989 bis September 1990): Kriegsserie
- Fortune Hunter – Bei Gefahr: Agent Carlton Dial (26. Januar 1997 bis Mai 1999): Action mit u. a. Mark Frankel.
- Full House (5. Dezember 1992 bis Januar 1999): Comedy mit u. a. Bob Saget und John Stamos.
- Das Geisterhaus von Waterloo Creek (8. September bis November 1991): Fantasy mit u. a. Clayton Williamson.
- Gemini Man (10. Februar 1990 bis April 1992): Science Fiction mit u. a. Ben Murphy.
- Glänzender Asphalt (Mai 1990 bis August 1992): Krimi mit u. a. Michael Woods.
- Golden Girls (4. September 1995 bis Mai 1996, 2003–2006): Comedy mit u. a. Estelle Getty.
- Golden Palace (26. Mai 2000 bis August 2006): Comedyserie mit u. a. Estelle Getty.
- Harry und die Hendersons (12. April 1992 bis Juni 1994, Mai bis Oktober 2004): Comedy mit u. a. Bruce Davison.
- Hart auf Hart (29. Juli 1989 bis Mitte 1991): Krimiserie mit u. a. Ron Moody.
- The Heights – Rockin’ Friends (Oktober 1993 bis Januar 1994): Dramaserie mit u. a. Ken Garito.
- Hercules (7. Oktober 1994 bis November 2001): Fantasy mit u. a. Kevin Sorbo.
- High Mountain Rangers (20. März 1989 bis Dezember 1990): Krimi mit u. a. Robert Conrad.
- Highlander (2. März 1993 bis November 1995): Fantasy mit Adrian Paul.
- Die Himmelhunde von Boragora (17. September 1991 bis Januar 1993): Abenteuer u. a. mit Stephen Collins und Roddy McDowall.*
- Hinterm Mond gleich links (5. Juni 1999 bis Juni 2004): Comedy mit u. a. John Lithgow.
- Der Hogan-Clan (5. Mai 1998 bis September 1999): Comedy mit u. a. Jason Bateman.
- Holmes und Yoyo (13. Juli 1990 bis 1991): Comedy mit u. a. John Schuck.
- Hör mal, wer da hämmert (26. Oktober 1996 bis April 2006): Comedy mit u. a. Tim Allen.
- Houston Knights – Die glorreichen Zwei (Juni 1989 bis Januar 1992): Krimi mit u. a. Michael Beck.
- Hulk (5. Oktober 1987 bis August 1990, Juli bis September 2004): Action mit Bill Bixby und Lou Ferrigno.
- Human Factor – Der Faktor Mensch (6. Oktober bis November 1996): Arztserie mit u. a. John Mahoney.
- Im Land der Saurier (1. September 1990 bis September 1991): Science-Fiction-Serie mit u. a. Spencer Milligan.
- Im Land der Saurier (1. November 1993 bis Januar 1994): Spin Off der gleichnamigen Serie (1974–1977).
- Immer wenn er Pillen nahm (Juni 1991 bis Januar 1992): Comedy mit u. a. Dick Gautier und Stephen Strimpell.
- Insiders (November 1986 bis August 1991): Krimi mit u. a. Nicholas Campbell.
- Jung und leidenschaftlich – Wie das Leben so spielt (6. April 1992 bis Januar 1993): Soap Opera.
- Kampf gegen die Mafia (9. Juni 1990 bis Mai 1992): Krimi u. a. Ken Wahl.
- Kampfstern Galactica (22. März 1989 bis Juni 1991, Dezember 1996 bis August 1997): Science Fiction mit u. a. Lorne Greene, Richard Hatch und Dirk Benedict.
- Katts & Dog – Ein Herz und eine Schnauze (Dezember 1990 bis November 1991 sowie 1993/94 und 1997/98): Krimi mit u. a. Jesse Collins.
- Kaz & Co (1. April 1986 bis August 1990): Krimi mit u. a. Ron Leibman.
- Knight Rider (28. August 1985 bis Oktober 1995, August 2002 bis Juni 2003): Action mit David Hasselhoff.
- Kojak – Einsatz in Manhattan (September 1994 bis Juni 1995): Krimi mit u. a. Telly Savalas.
- L.A. Law – Staranwälte, Tricks, Prozesse (3. Oktober 1988 bis November 1993): Krimi mit u. a. Richard Dysart.
- Law & Order (2004–2010) Krimiserie
- Das Leben und Ich (6. Januar 1996 bis Oktober 2003): Comedy mit u. a. Ben Savage.
- Lieber Onkel Bill (Dezember 1987 bis April 1992): Familienserie mit u. a. Brian Keith.
- Living Single (November 1997 bis März 2001): Comedyserie.
- Love & War (3. Juni 1997 bis Mai 1998): Comedy mit u. a. Jay Thomas.
- Die Macht der Mächtigen (April 1987 bis September 1988): Krimi mit u. a. Jaclyn Smith und Angela Lansbury.
- MADtv (29. August 1998 bis 29. September 2007) mit Nicole Sullivan, Alex Borstein u. a.
- Magnum (Mai 1996 bis April 1998): Krimi mit u. a. Tom Selleck.
- Major Dad (Dezember 1991 bis Dezember 1994): Comedy mit u. a. Gerald McRaney.
- M. A. N. T. I. S. (8. Februar 1996 bis Mai 1998): Science Fiction mit u. a. Carl Lumbly.
- Der Mann aus Atlantis (7. Dezember 1988 bis September 1990): Fantasy mit u. a. Patrick Duffy.
- Mary Tyler Moore (Oktober 1998 bis August 2000): Comedy mit u. a. Mary Tyler Moore.
- Maya (11. März 1987 bis Mai 1988): Abenteuerserie.
- Monk (29. Juni 2004 bis 2015) Comedykrimiserie
- My Name is Earl (US-Comedyserie ab August 2008)
- Mein Vater ist ein Außerirdischer (31. Dezember 1989 bis Dezember 1993): Comedy mit u. a. Doug McClure und Maureen Flannigan.
- Melrose Place  (13. Februar 1993 bis Juli 2000): Dramaserie mit u. a. Thomas Calabro und Vanessa Williams.
- Miami Vice (November 1995 bis Juni 1997): Krimi mit u. a. Don Johnson.
- Familie Munster (5. April 1990 bis Dezember 1993): Spin Off von The Munsters.
- Das Model und der Schnüffler (21. März 1990 bis September 1991): Krimi mit u. a. Bruce Willis und Cybill Shepherd.
- Models Inc. (15. Februar bis September 1997): Dramaserie mit u. a. Linda Gray.
- Moesha (28. November 1998 bis Juli 2002): Comedy mit u. a. Brandy Norwood.
- Monk (29. Juni 2004 bis 16. November 2010) Comedykrimiserie
- Mord ist ihr Hobby (6. September 1990 bis Juli 1998): Krimi mit u. a. Angela Lansbury (bereits 1988/89 im Ersten als Immer wenn sie Krimis schrieb).
- Nachts wenn das Blut gefriert – Monsters (9. Dezember 1990 bis Juli 1991): Gruselserie.
- Operation Vietnam (4. Januar 1989 bis April 1992): Kriegsserie mit u. a. Terence Knox und Stephen Caffrey.
- Die Nanny (21. Mai 1995 bis April 2006): Comedy mit u. a. Fran Drescher.
- Ned & Stacey (22. November 1997 bis November 1998): Comedy mit u. a. Thomas Haden Church.
- Die neue Addams Familie (28. Februar 2004 bis 8. Februar 2009): Comedy mit u. a. Glenn Taranto.
- Notruf California (Februar 1993 bis 1995): Krimi mit u. a. Kevin Tighe.
- Nowhere Man – Ohne Identität! (28. Juni 1997 bis Januar 1998, September bis Oktober 2000): Science Fiction mit u. a. Bruce Greenwood.
- Paradise Beach (3. Januar 1994 bis Mai 1997): Australische Dramaserie
- Party of Five (2. März 1996 bis September 2000): Dramaserie mit u. a. Matthew Fox.
- Pazifikgeschwader 214 (12. Oktober 1989 bis Mai 1992): Kriegsserie mit u. a. Robert Conrad.
- Person of Interest (14. August 2012 bis 25. April 2017) Science-Fiction-Actionserie
- Polizeibericht (Oktober bis Dezember 1991): Krimi mit u. a. Jack Webb. Das gleichnamige Spin-Off aus den Jahren 1989/90 war ebenso ab Oktober 1991, aber noch bis September 1993 im Programm.
- Popular (10. Februar 2001 bis September 2003): Dramaserie.
- Power Rangers (16. April 1994 bis März 2003): Actionserie für Kinder.
- Der Prinz von Bel Air (14. November 1992 bis 13. September 2009): Comedy mit u. a. Will Smith.
- Prinzessinnen (30. Oktober 2004 bis Februar 2005): Comedy mit u. a. Fran Drescher.
- Prison Break (21. Juni 2007 bis 17. September 2009) Gefängnisserie
- Psych (30. Oktober 2007 bis 15. August 2013) Comedykrimiserie
- Quincy (April 1988 bis Juni 2004): Krimi mit u. a. Jack Klugman.
- Reba (17. September 2005 bis April 2006): Comedy mit u. a. Reba McEntire.
- Reich und Schön (2. Mai 1989 bis Mai 2000): Soap Opera mit u. a. Katherine Kelly Lang, Ronn Moss.
- Robin Hood (5. April 1998 bis Dezember 2001): Abenteuerserie mit u. a. Matthew Porretta.
- Robocop (15. Dezember 1995 bis Mai 1996): Science Fiction mit u. a. Richard Eden.
- Royal Pains (17. Mai 2011 bis 24. April 2012) Dramedyserie
- Smallville (3. Januar 2003 bis 15. März 2008) mit Tom Welling, Michael Rosenbaum u. a.
- Smart Guy (3. September 2006 bis 28. Oktober 2007)
- Salty, der Seelöwe (Dezember 1996 bis April 1997): Abenteuerserie.
- Ein Schicksalsjahr (Januar 1989 bis Dezember 1990): Dramaserie mit u. a. Sarah Jessica Parker und Diana Muldaur.
- Eine schrecklich nette Familie (19. Februar 1992 bis Mai 1996): Comedy mit u. a. Ed O’Neill und Katey Sagal.
- seaQuest DSV (19. Januar 1994 bis August 2003): Science Fiction mit u. a. Roy Scheider.
- Der Sechs-Millionen-Dollar-Mann (18. Juli 1988 bis Mai 1991): Science Fiction mit Lee Majors.
- Sheriff Lobo – Ein Trottel mit Stern (Dezember 1991 bis Februar 1992): Comedy mit u. a. Claude Akins.
- sideKicks – Karate Kid & Co. (3. März 1996 bis Juni 1996): Comedy mit u. a. Gil Gerard.
- Die Sieben-Millionen-Dollar-Frau (26. März 1989 bis August 1991): Science Fiction mit Lindsay Wagner.
- Sierra (27. Februar 1986 bis Februar 1991): Abenteuer mit u. a. James G. Richardson.
- Sledge Hammer! (8. Januar 1989 bis April 1992; auch als Der Hammer, vereinzelt 1997–2000): Comedy mit u. a. David Rasche.
- Sliders – Das Tor in eine fremde Dimension (2. November 1997 bis Mai 2004): Science Fiction mit u. a. Jerry O’Connell.
- Solo für U. N. C. L. E. (3. April 1994 bis Februar 1995): Krimi mit u. a. Robert Vaughn und David McCallum.
- South Park (5. September 1999 bis Oktober 2006): Zeichentrick.
- Die Spezialisten unterwegs (29. August 1988 bis August 1992): Science Fiction mit u. a. Courteney Cox.
- Die Springfield Story (26. Mai 1986 bis 17. September 1999): Soap Opera
- Eine starke Familie (8. Januar 1994 bis September 2004): Comedy mit u. a. Patrick Duffy, Suzanne Somers und Brandon Call.
- Street Hawk (21. Dezember 1986 bis August 1991): Action mit u. a. Rex Smith.
- Sunset Beach (Januar 1998 bis Januar 1999): Dramaserie.
- Susan (9. Januar 2001 bis August 2005): Comedy mit u. a. Brooke Shields.
- Tammy, das Mädchen vom Hausboot (7. Januar 1989 bis 1990): Comedy mit u. a. Debbie Watson.
- Teen Angel (2. Oktober 2004 bis Januar 2005): Comedy mit u. a. Mike Damus.
- Das Tenniswunder (November 1994 bis Mai 2005): Comedyserie
- The Blacklist (21. Januar 2014 bis 28. Juni 2016)
- Thunder in Paradise – Heiße Fälle, coole Drinks (Februar bis Juli 1995): Action mit u. a. Hulk Hogan.
- Timecop (24. Oktober 1999 bis September 2001): Science Fiction mit u. a. Ted King.
- Die Tracey Ullman Show (April 1994 bis Februar 1998): Sketchshow mit u. a. Tracey Ullman.
- Tropical Heat (Februar 1992 bis September 1996): Krimi mit u. a. Rob Stewart.
- Tru Calling – Schicksal reloaded! (7. Mai bis November 2005): Fantasy mit u. a. Eliza Dushku und Jason Priestley.
- The Twilight Zone – Unbekannte Dimensionen (31. Juli 1987 bis April 1992): erstes Spin-Off der klassischen Twilight Zone.
- Das Geheimnis von Twin Peaks (10. September bis Dezember 1991): Mystery mit u. a. Kyle MacLachlan.
- Ultraman – Mein geheimes Ich (21. November 1989 bis Juli 1993): Fantasy mit u. a. Jerry O’Connell.
- Vater Murphy (Februar 1990 bis April 1992): Western mit u. a. Merlin Olsen.
- Ein Vater zuviel (23. Oktober 1991 bis Februar 1992): Comedy mit u. a. Paul Reiser und Staci Keanan.
- Verrückt nach Dir (19. September 1997 bis Dezember 1998): Comedy mit u. a. Helen Hunt.
- Wer ist hier der Boss? (7. Dezember 1992 bis Oktober 1993): Comedy mit u. a. Tony Danza.
- Werwolf (21. Juli bis Oktober 1991): Mystery mit u. a. Chuck Connors.
- Wettlauf mit dem Tod: (9. September 1991 bis Januar 1992): Krimi mit Ben Gazzara.
- Die wilden Siebziger (15. Januar 2000 bis Juli 2005): Comedy mit u. a. Topher Grace und Ashton Kutcher.
- White Collar (13. September 2011 bis 15. November 2012) Comedyactionserie, seit Staffel 2 bei RTL Crime
- Wonder Woman (7. Februar 1993 bis März 1994): Fantasy mit u. a. Lynda Carter.
- Wunderbare Jahre (28. Februar 1990 bis Februar 1992, April bis Dezember 2004): Comedy mit u. a. Fred Savage.
- Xena – Die Kriegerprinzessin (27. Oktober 1996 bis Juli 2004): Fantasy mit u. a. Lucy Lawless.
- Yes, Dear (30. August 2005 bis März 2006): Comedy mit u. a. Greg Warner.
- Zeit der Sehnsucht (3. September 1993 bis Februar 1994): Soap Opera
- Die Zeitreisenden (21. Januar 1989 bis November 1990): Abenteuer mit u. a. Jon-Erik Hexum.
- Die Zwei mit dem Dreh (12. April 1989 bis November 1990): Krimi mit u. a. Robert Wagner und Eddie Albert.
- Die Zwei von der Dienststelle (17. Oktober 1985 bis Januar 1990): Comedy mit u. a. Don Addams und Dick Van Patten.
- Zurück in die Vergangenheit (29. Januar 1991 bis Oktober 1995): Science Fiction mit Scott Bakula und Dean Stockwell.

### Internationale Formate
- Arpad, der Zigeuner Französisch-ungarisch-deutsche Abenteuerserie mit u. a. Robert Etcheverry.
- Bellamy (Dezember 1986 bis Februar 1990): Australische Krimiserie.
- Die Benny Hill-Show (1991 bis September 1995): Englische Comedyserie mit u. a. Benny Hill.
- Blaues Blut (Dezember 1992): Deutsch-englische Krimiserie.
- Der Clan der Wölfe (21. August 1991 bis Februar 1994): Mexikanische Telenovela.
- Doctor Who (22. November 1989 bis August 1990, Juli bis August 1993): Englische Science-Fiction-Serie mit u. a. Sylvester McCoy.
- Der ganz normale Wahnsinn (6. Juli 1988 bis Mitte 1989): Deutsche Familienserie mit u. a. Helmut Fischer.
- Geheimauftrag für John Drake (5. November 1985 bis Juli 1986): Englische Krimiserie mit u. a. Patrick McGoohan.
- Gophers (22. Februar bis Mitte 1992): Englische Puppencomedy.
- Das Horror-Hospital (4. Januar bis März 1997): Australische Gruselcomedy.
- Kleine Alltagsgeschichten (Sommer 1988): Französische Comedy.
- Kommissariat 9 (2. Januar bis August 1985): Deutsche Krimiserie mit u. a. Herbert Steinmetz.
- Marimar (20. Oktober 1997 bis 19. November 1998): Mexikanische Telenovela.
- Nie vergaß ich Soledad (März bis Oktober 1996): Mexikanische Telenovela.
- Notarztwagen 7 (7. Januar 1988 bis März 1991): Deutsche Arztserie.
- Polizeiarzt Dangerfield (13. Oktober 1998 bis Mai 2004): Englische Krimiserie mit u. a. Nigel Le Vaillant.
- Die Rache des Samurai (3. Januar bis Ende Januar 1985): Japanische Abenteuerserie.
- Reporter des Verbrechens (April 1989 bis Februar 1991): Kanadische Krimiserie.
- Ruf des Herzens (12. Mai 1991 bis Dezember 1993): Mexikanische Telenovela.
- Die Schöngrubers (21. März 1986 bis März 1991): Deutsche Familienserie mit u. a. Hans Holt, Marika Rökk und Dieter Hallervorden.
- Die Schweizer Familie Robinson (Ende 1985): Kanadisch-deutsche Abenteuerserie mit u. a. Chris Wiggins.
- Série Rose (19. Januar 1988 bis 1991): „Erotisches zur Nacht“ aus Frankreich.
- Space Cops – Tatort Demeter City (21. April 1996 bis Oktober 1996): Englische Science-Fiction-Serie mit u. a. Ted Shackelford.
- Spuk im Hochhaus (Weihnachten 1990): DDR-Kinderserie.
- Stürme des Lebens (März bis Mai 1990): Französische Dramaserie mit u. a. Fabienne Babe.
- Theodor Chindler (November 1984 bis Januar 1985): Deutsche Familienserie mit u. a. Hans Christian Blech.
- Die wilde Rose (15. November 1990 bis Januar 1992): Mexikanische Telenovela.
- Winspector (12. September 1992 bis Mai 1995): Japanische Science-Fiction-Serie.
- Zahn um Zahn (Juni 1988 bis September 1989): DDR-Arztserie.